# مانويل يارزا
مانويل ماوريسيو يارزا (بالإسبانية: Manuel Mauricio Yarza؛ 1884 – غير معروف) كان لاعب كرة قدم إسباني لعب كلاعب خط وسط في نادي مدريد لكرة القدم (المعروف الآن باسم ريال مدريد ). كان مع شقيقه خواكين يارزا عضوًا تاريخيًا في نادي مدريد لكرة القدم وفاز بكأس ملك إسبانيا أربع مرات متتالية، بين عامي 1905 و1908. علاوة على ذلك، فهو أحد اللاعبين القلائل الذين وصلوا إلى نهائي كأس ملك إسبانيا ست مرات متتالية، وفعل ذلك بين عامي 1905 و1910 مع نادي مدريد لكرة القدم ونادي إسبانيول مدريد.

## المسيرة الكروية

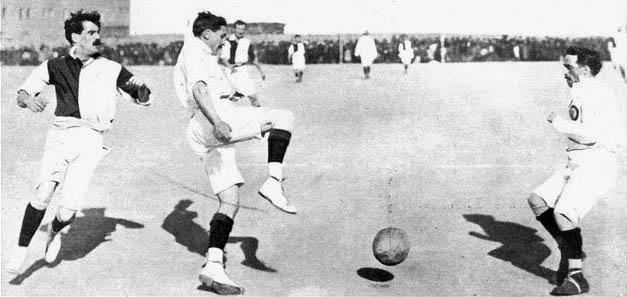
خواكين (يسار) ومانويل (وسط) في نهائي كأس الملك 1908

وُلِد في فيغو كابن أحد مُبتكري القطاع الصناعي البحري، خوسيه خواكين يارزا ألبيا، وهو من سكان دونوستيا، بدأ مسيرته في نادي موديرنو لكرة القدم خلال موسم 1903–04، ولكن بعد بضعة أشهر فقط انهار النادي لأسباب مالية، واضطر إلى الاندماج مع نادي مدريد لكرة القدم (اندماج الكيانات المعروفة لفترة وجيزة باسم نادي مدريد–موديرنو لكرة القدم)، وانضم هو وشقيقه إلى الفريق الأول لنادي مدريد، الذي لعب له حتى عام 1908. لعب دورًا محوريًا في فوز النادي بأربعة ألقاب متتالية في كأس ملك إسبانيا بين عامي 1905 و1908. في نهائي عام 1908، كان الأخوان يارزا متنافسين، حيث كان خواكين يدافع الآن عن ألوان فيجو. وظل مخلصًا للنادي حتى عام 1908، عندما غادر إلى نادي إسبانيول مدريد، الذي وصل معه إلى نهائيين آخرين للكأس في عامي 1909 و1910، وخسر كليهما، وكان الأخير بفضل هدف من ريميجيو إيزا [الإنجليزية]
.

## الإنجازات
مدريد إف سي
- بطولة المركز الإقليمي [الإنجليزية]
:
  - الأبطال (4): 1904–05، 1905–06، 1906–07 و1907–08.

- كأس الملك:
  - الأبطال (4): 1905، 1906، 1907 و1908

إسبانيول مدريد
- بطولة المركز الإقليمي [الإنجليزية]
:
  - الأبطال (1): 1908–09

- كأس الملك:
  - الوصيف (2): 1909 و1910